# Przełęcz Południowa (Himalaje)
Przełęcz Południowa (7906 m n.p.m.) – przełęcz pomiędzy Mount Everest i Lhotse – pierwszym i czwartym co do wysokości szczytem Ziemi.
Przez Przełęcz Południową prowadzi najłatwiejsza droga na Mount Everest i zazwyczaj wyprawy idące tą drogą stawiają tu obóz IV. Wejście na przełęcz oznacza wejście do tzw. strefy śmierci, w której pobyt dłuższy niż trzy dni może się zakończyć śmiercią z powodu choroby wysokościowej. Większość z alpinistów korzysta na tej wysokości z butli tlenowych.